# Jan Ruiter
Jan Ruiter (* 24. listopadu 1946, Volendam) je bývalý nizozemský fotbalový brankář.

## Fotbalová kariéra
Začínal v nizozemské lize za FC Volendam. V nizozemské lize nastoupil v 79 utkáních. Celou zbývající část kariéry strávil v belgické lize v týmech RSC Anderlecht, RWD Molenbeek, Beerschot VAC a Royal Antwerp FC. Nastoupil ve 409 ligových utkáních, s Anderlechtem získal 2 ligové tituly a čtyřikrát vyhrál belgický fotbalový pohár. V Poháru mistrů evropských zemí nastoupil v 7 utkáních, v Poháru vítězů pohárů nastoupil v 18 utkáních a v Poháru UEFA nastoupil v 8 utkáních. V Superpoháru UEFA 1976 nastoupil ve 2 utkáních. V roce 1976 vyhrál s Anderlechtem Poháru vítězů pohárů i Superpohár UEFA. Za nizozemskou reprezentaci nastoupil v roce 1976 v 1 utkání. Byl členem nizozemské reprezentace na Mistrovství Evropy ve fotbale 1976, kde Nizozemí získalo bronzové medaile za 3. místo, ale v utkání nenastoupil.

## Ligová bilance
| Ročník                     | Zápasy | Góly | Klub             |
| -------------------------- | ------ | ---- | ---------------- |
| Eerste Divisie 1966/67     | -      | -    | FC Volendam      |
| Eredivisie 1967/68         | 12     | 0    | FC Volendam      |
| Eredivisie 1968/69         | 34     | 0    | FC Volendam      |
| Eerste Divisie 1969/70     | -      | -    | FC Volendam      |
| Eredivisie 1970/71         | 33     | 0    | FC Volendam      |
| Jupiler Pro League 1971/72 | 24     | 0    | RSC Anderlecht   |
| Jupiler Pro League 1972/73 | 27     | 0    | RSC Anderlecht   |
| Jupiler Pro League 1973/74 | 30     | 0    | RSC Anderlecht   |
| Jupiler Pro League 1974/75 | 37     | 0    | RSC Anderlecht   |
| Jupiler Pro League 1975/76 | 29     | 0    | RSC Anderlecht   |
| Jupiler Pro League 1976/77 | 32     | 0    | RSC Anderlecht   |
| Jupiler Pro League 1977/78 | 31     | 0    | RWD Molenbeek    |
| Jupiler Pro League 1978/79 | 29     | 0    | RWD Molenbeek    |
| Jupiler Pro League 1979/80 | 33     | 0    | RWD Molenbeek    |
| Jupiler Pro League 1980/81 | 33     | 0    | RWD Molenbeek    |
| Jupiler Pro League 1981/82 | 33     | 0    | RWD Molenbeek    |
| Jupiler Pro League 1982/83 | 26     | 0    | RWD Molenbeek    |
| Jupiler Pro League 1983/84 | 23     | 0    | Beerschot VAC    |
| Jupiler Pro League 1984/85 | 22     | 0    | Royal Antwerp FC |
| CELKEM 1. liga             | 488    | 0    |                  |